# Fiat Stilo
Fiat Stilo (тип 192) — сімейство компактних автомобілів італійського виробника Fiat, представлене кузовами «хетчбек» і «універсал».

## Опис
3-х і 5-дверні хетчбеки Fiat Stilo прийшли на зміну Fiat Bravo/Brava в 2001 році. Універсал (Fiat Stilo MultiWagon) наприкінці 2002 року замінив Fiat Marea Weekend. Автомобіль належить до гольф-класу (С-клас). Fiat Stilo сконструйований на гнучкій передньопривідний платформі "Fiat C2-platform" (C-D-H), такій же, як і Альфа Ромео 147. В конструкції даного автомобіля передбачена установка незалежної торсіонної підвіски з незалежними балками спереду і торсіонної підвіски з твіст-балкою (скручуваною торсіонною балкою) ззаду. Основними конкурентами Fiat Stilo є Peugeot 307, Honda Civic, Vauxhall Astra.
Модель відрізняє широкий список базового і додаткового устаткування, що включає електропідсилювач керма, клімат-контроль, електроприводи стекол і дзеркал, підігрів сидінь і форсунок омивача, круїз-контроль, датчики паркування, модернізована система Connect, вісім подушок безпеки та інше обладнання.
Свого часу на розробку Stilo FIAT витратив скромні, по індустріальним мірками, 200 млн. доларів. А вже на доведенні ходових якостей явно заощадили.

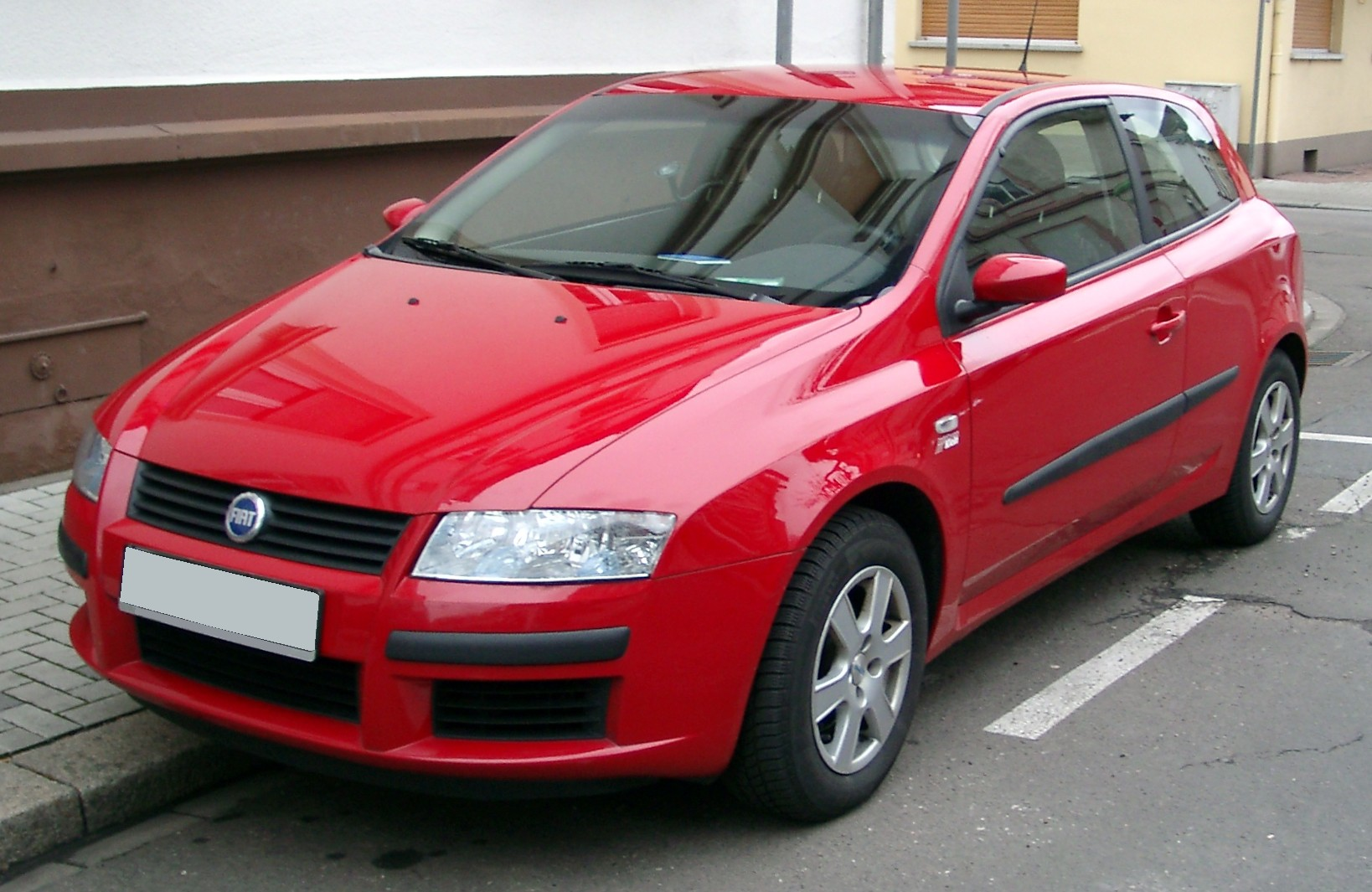
Fiat Stilo 3дв. (2001-2004)
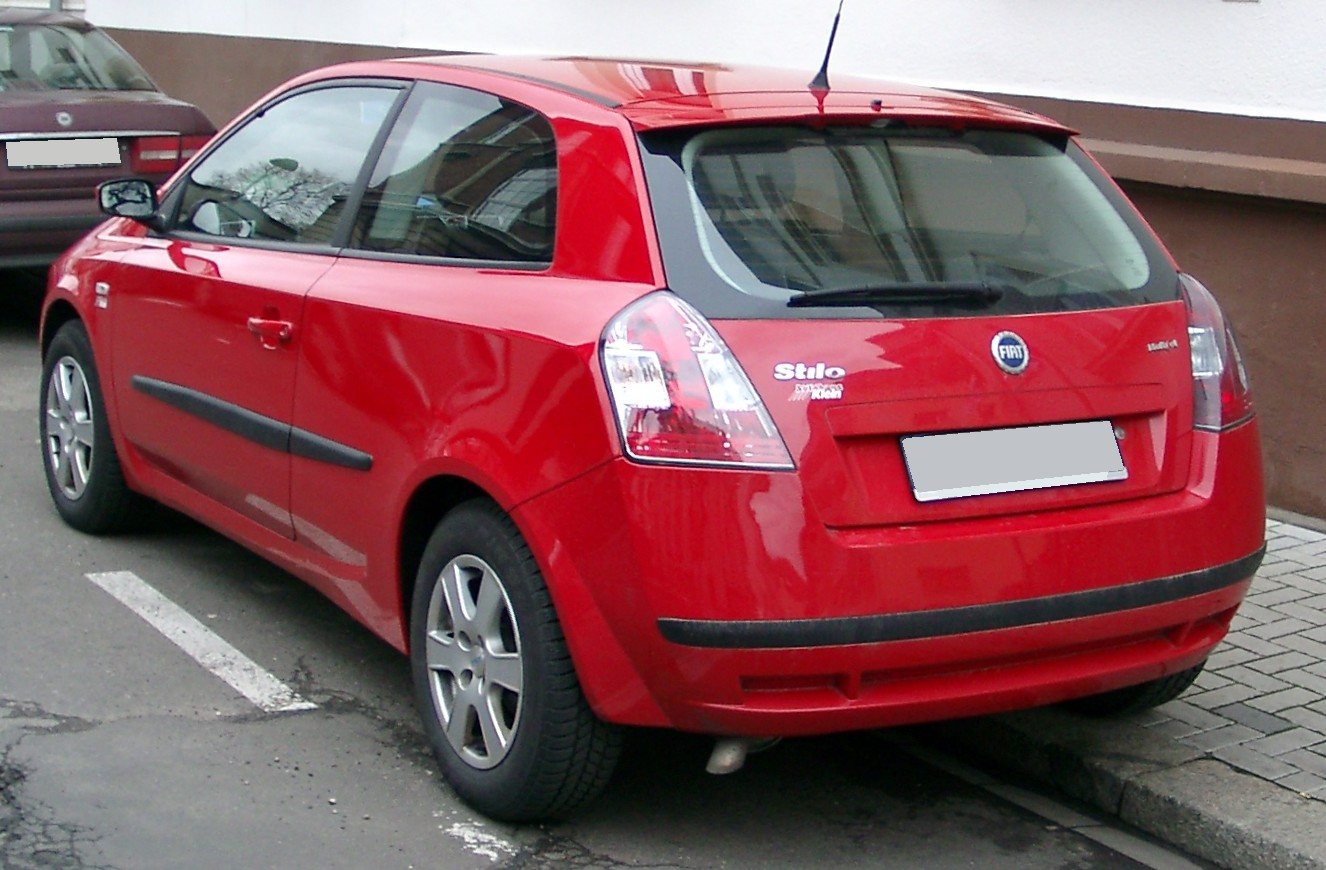
Fiat Stilo 3дв. (2001-2004)
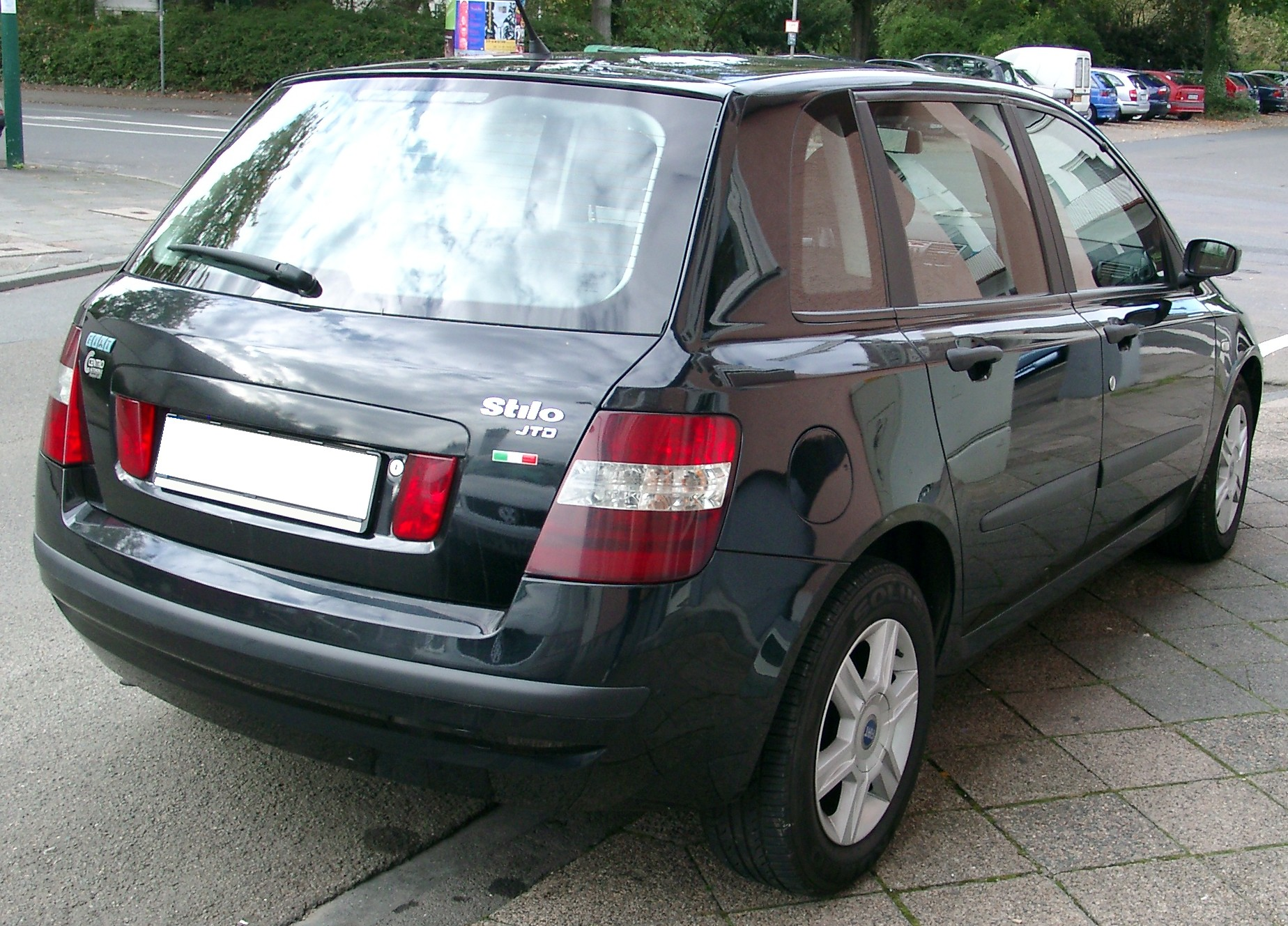
Fiat Stilo 5дв. (2001-2004)
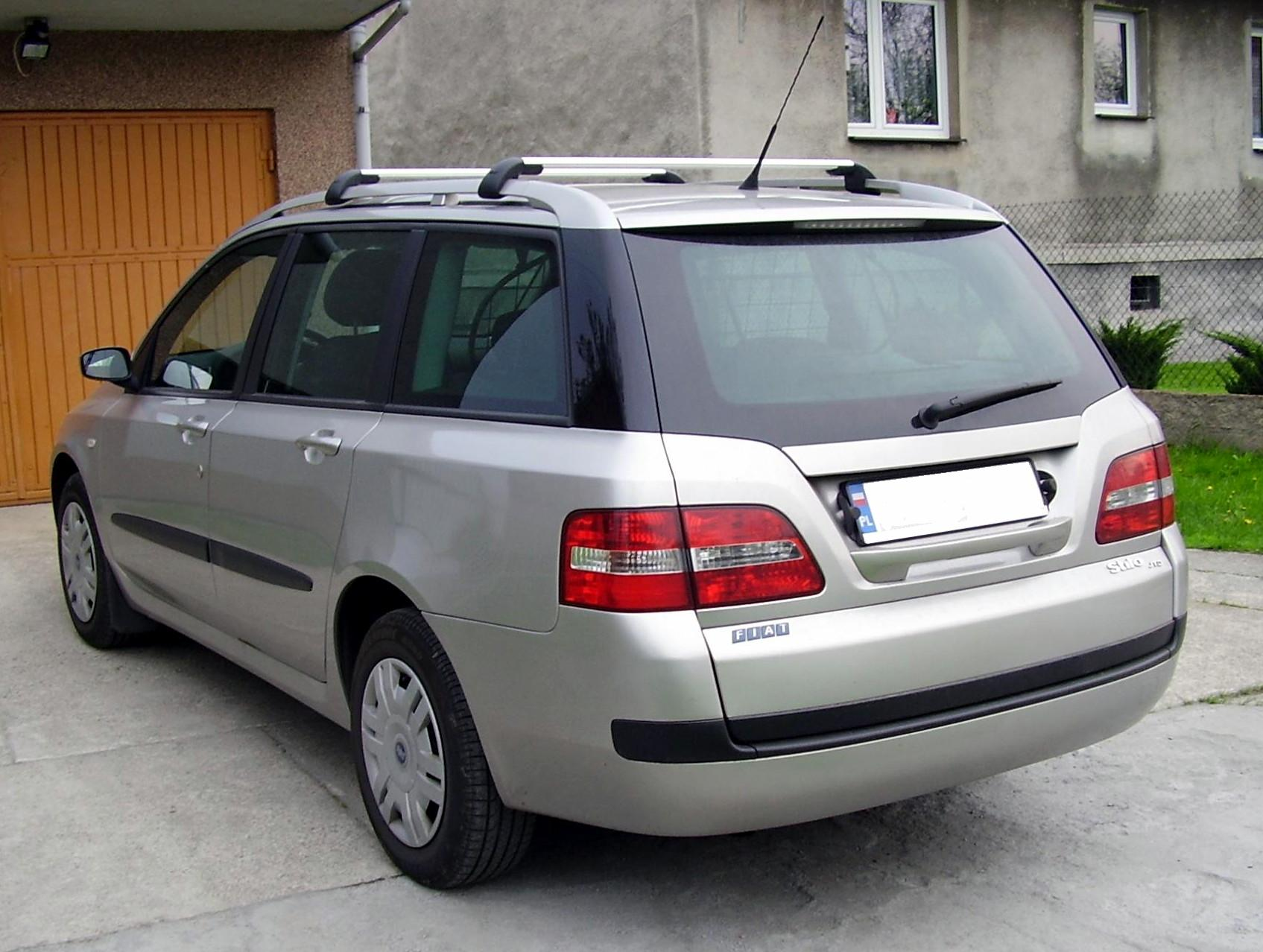
Fiat Stilo MultiWagon (2001-2006)

З весни 2004 року почався продаж оновлених версій моделі Stilo. Головні зміни торкнулися «корми». Дверка багажника була повністю перероблені, прибрані протитуманні фари - тепер вони інтегровані в оновлені задні ліхтарі. Бампери і бічні молдинги пофарбовані в колір кузова.
В 2005 році представлено універсал з позашляховим стайлінгом під назвою Fiat Stilo Uproad.

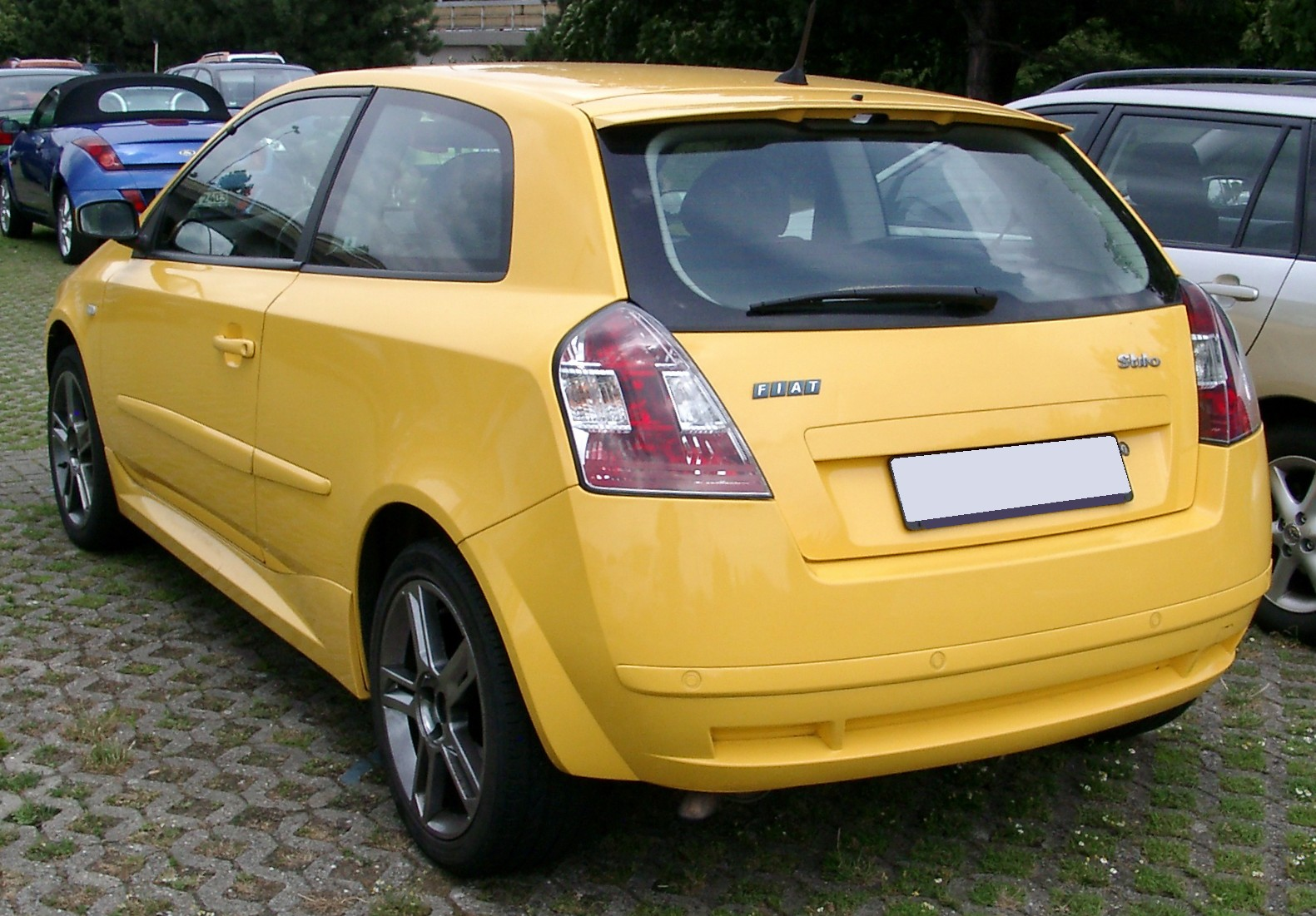
Fiat Stilo 3дв. (2004-2006)
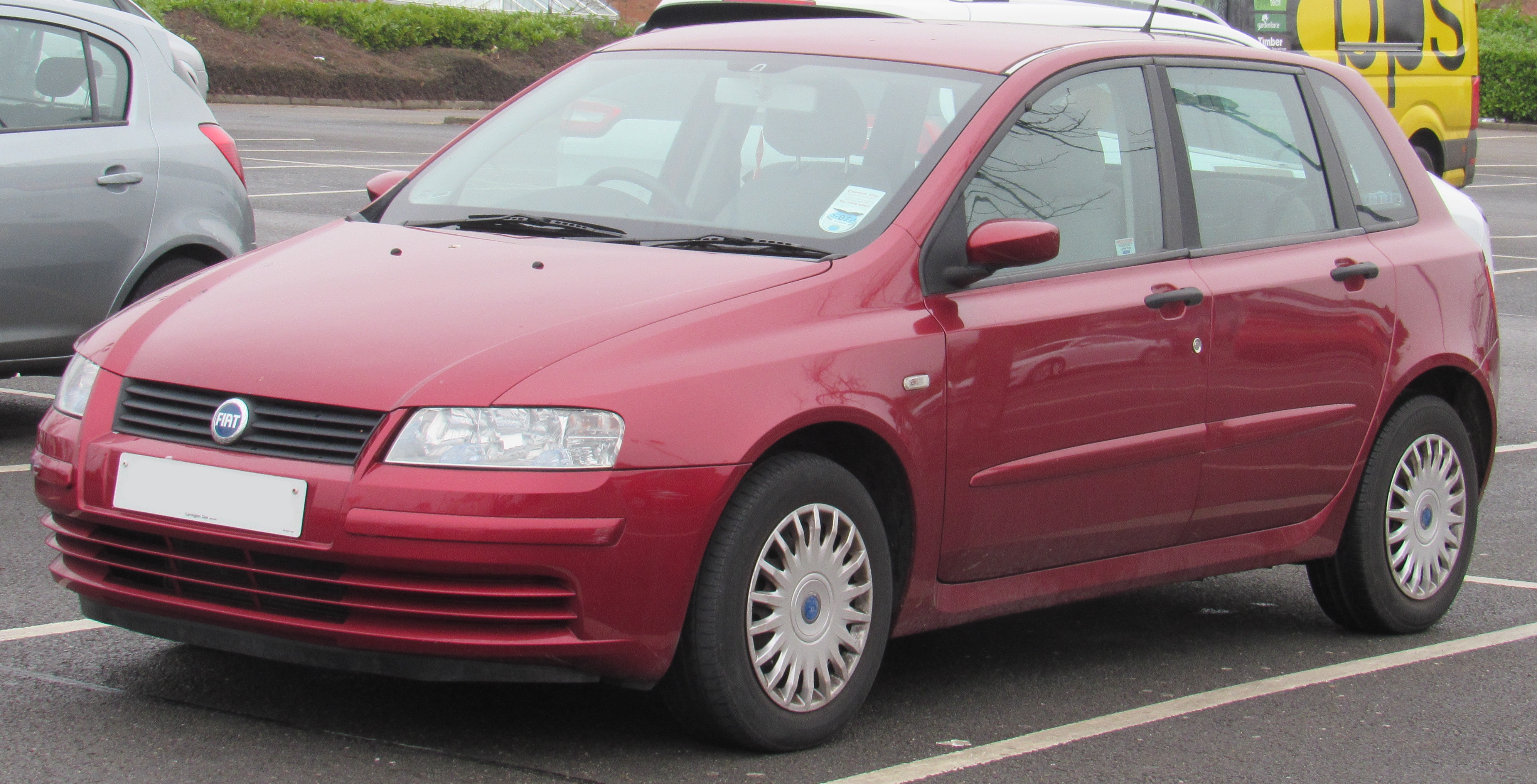
Fiat Stilo 5дв. (2004-2006)
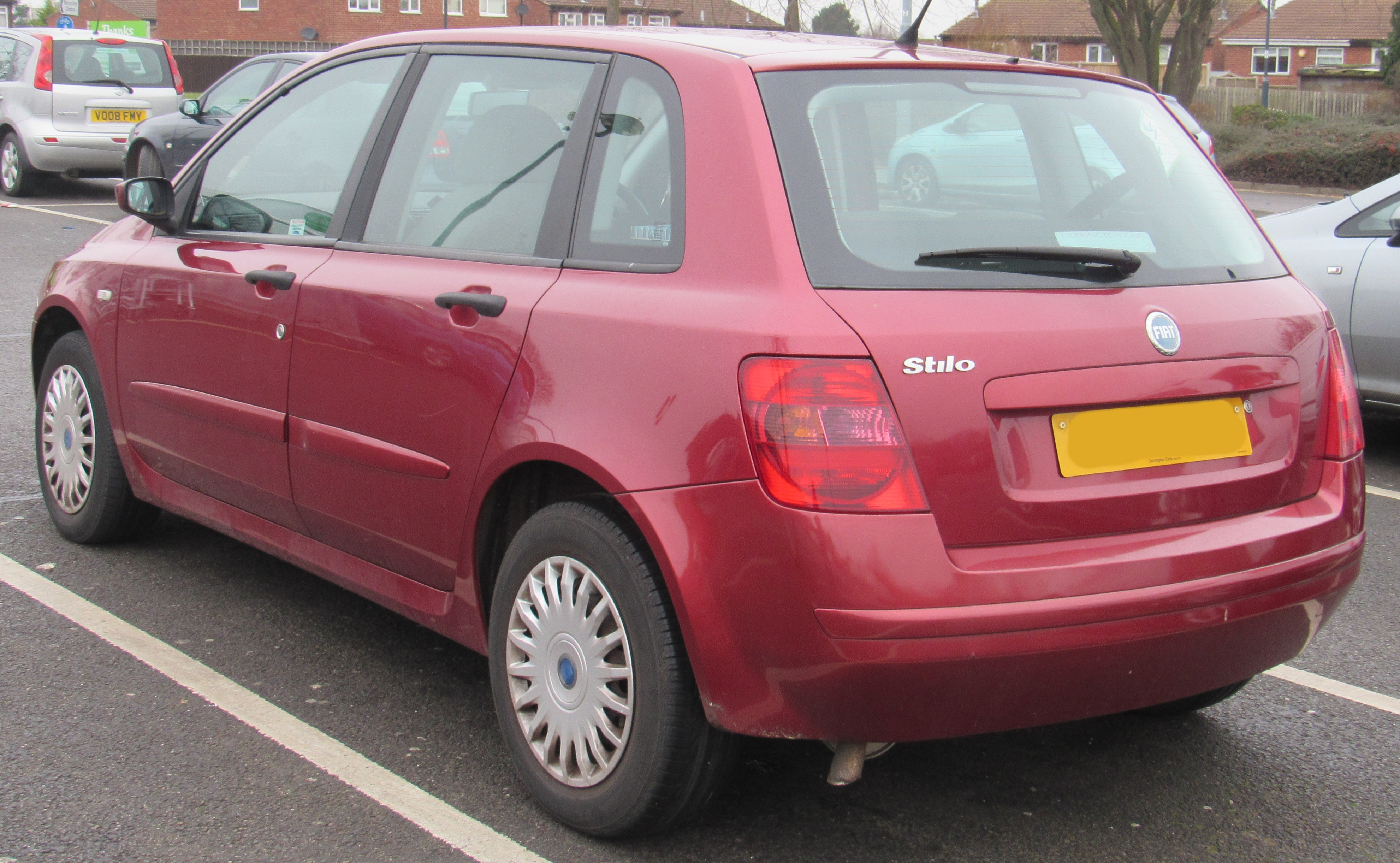
Fiat Stilo 5дв. (2004-2006)
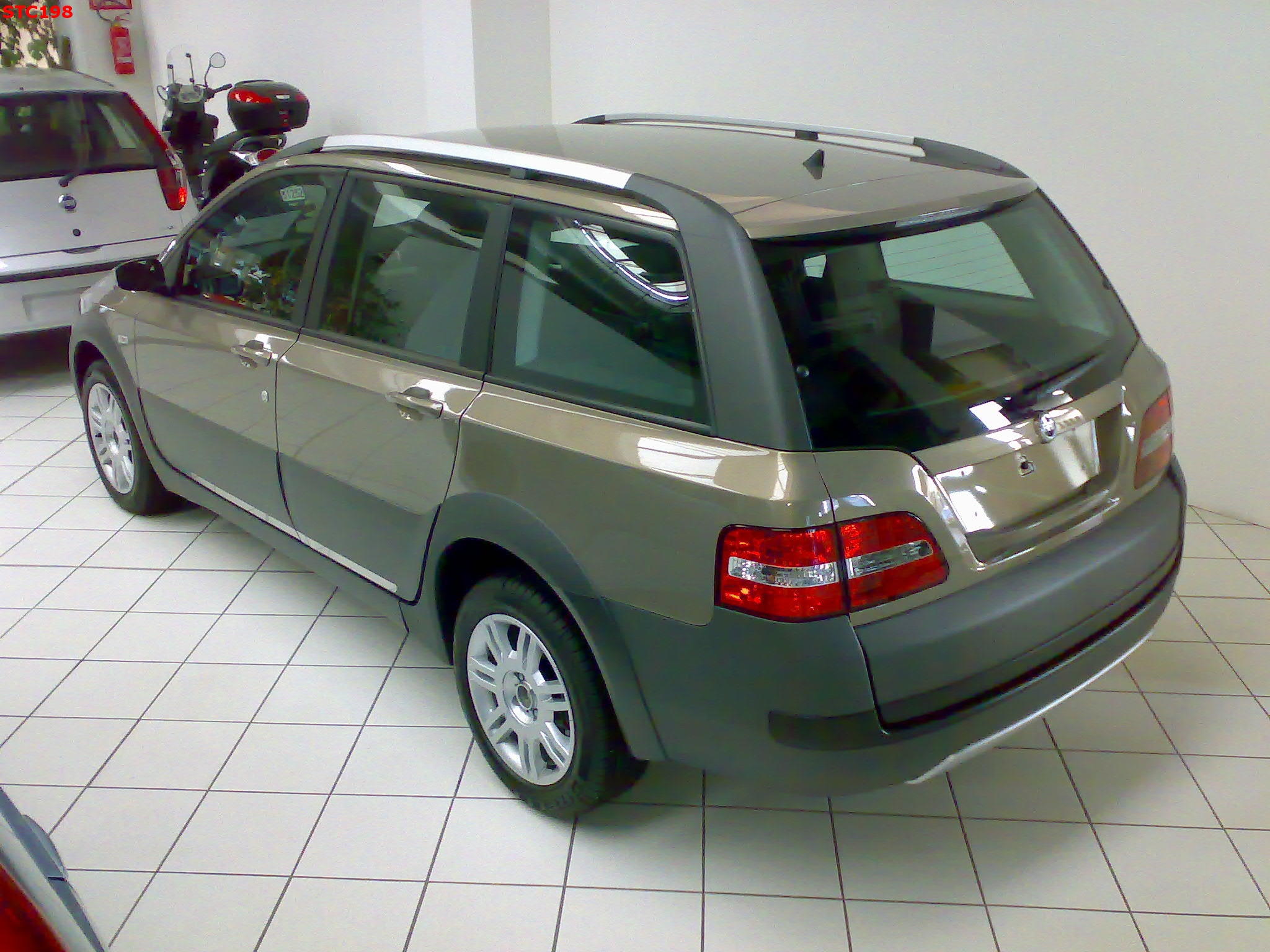
Fiat Stilo Uproad (2005-2006)

2006 року Fiat ухвалив рішення зупинити виробництво моделі Stilo. У 2007 році на зміну хетчбеку прийшла нова модель - Bravo.
Випуск Fiat Stilo MultiWagon і Uproad припинений в 2008 році.
Проте, 5-дверний Stilo продовжував збиратися в Бразилії до кінця 2010 року.
Ззовні автомобіль виглядає досить стильно. Передня частина хетчбека виглядає трохи агресивною, завдяки стилю New Edge з його, майже прямокутними фарами головного світла і гострокутними повітрозабірниками. Солідності Фіат Стіло надають жорсткі виштамповки на капоті. Скульптурні боки плавно переходять у цікаву підвіконну лінію. Задня частина автомобіля комплектується великими трохи скошеними ліхтарями. Хетчбек сидить на 15-дюймових колесах. Габарити Стіло рівні: довжина - 4249 мм, ширина - 1760 мм, висота - 1481 мм, колісна база - 2601 мм. 

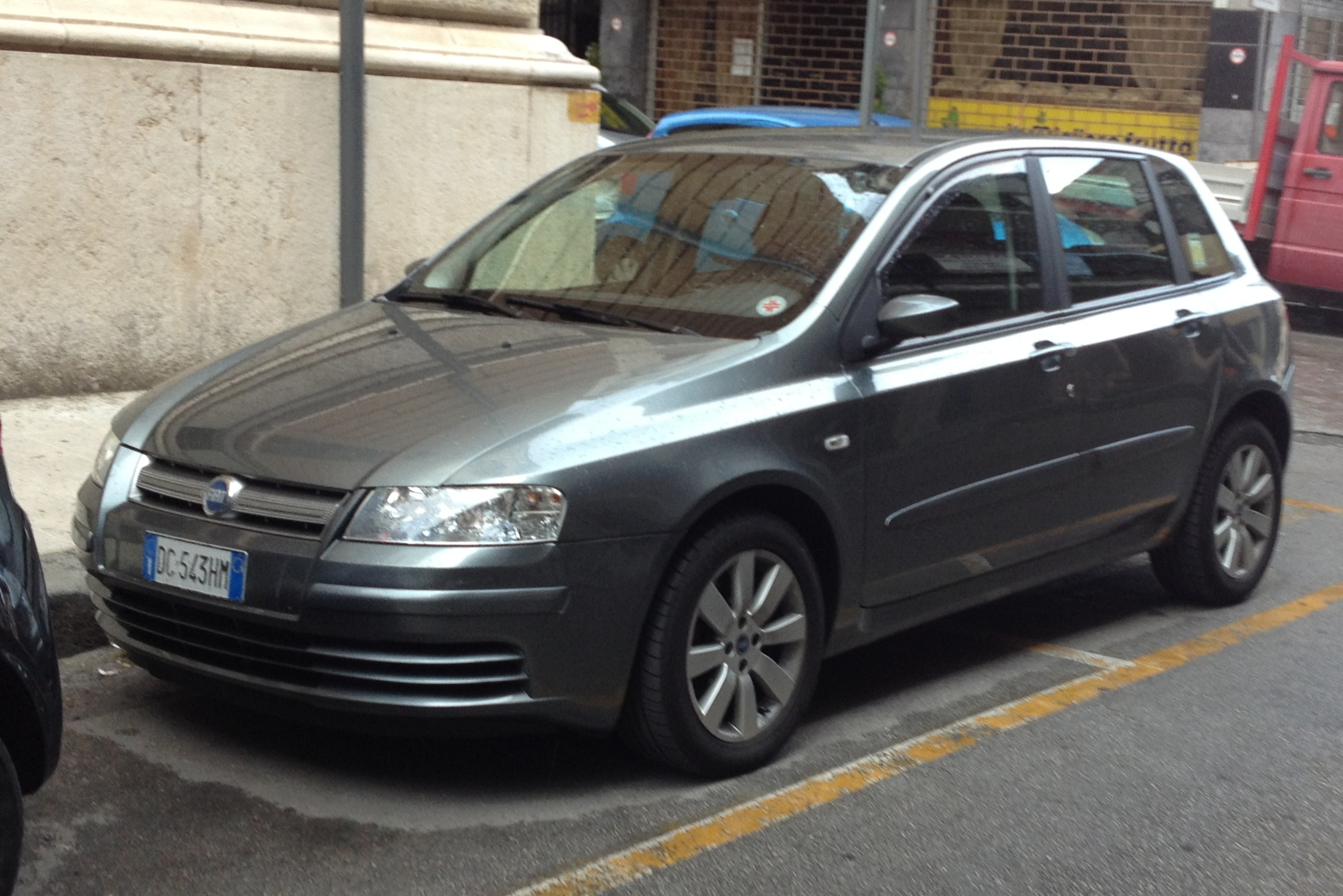
Fiat Stilo 5дв. (2006-2007)
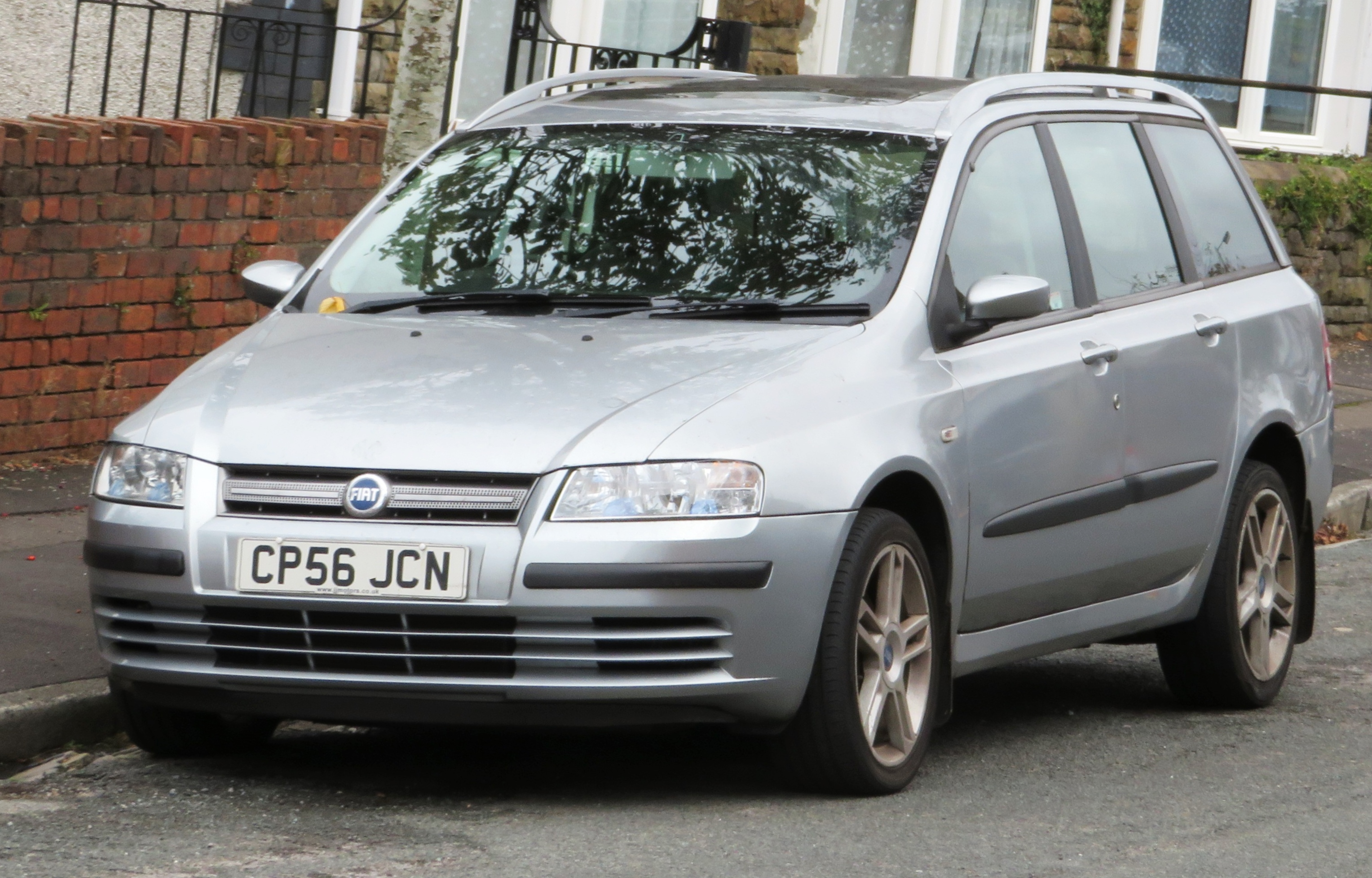
Fiat Stilo Multiwagon (2006-2008)
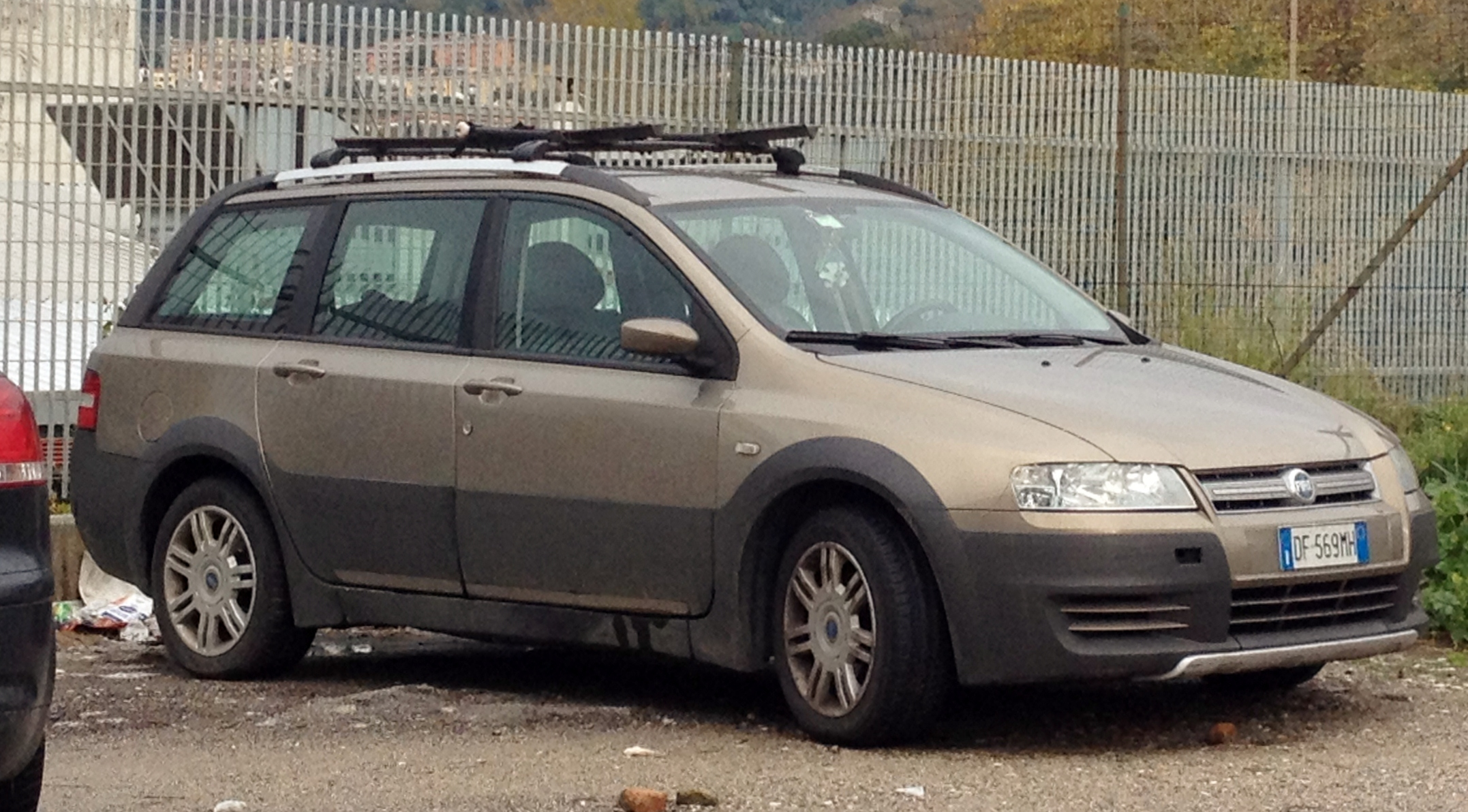
Fiat Stilo Giardinetta (2006-2008)

## Двигуни
| Двигун           | Об'єм [см³] | Тип двигуна | Клапани    | Потужність [к.с.] при об/хв | Крутний момент [Нм] при об/хв |            |            |            |            |
| Бензинові:       | Бензинові:  | Бензинові:  | Бензинові: | Бензинові:                  | Бензинові:                    | Бензинові: | Бензинові: | Бензинові: | Бензинові: |
| ---------------- | ----------- | ----------- | ---------- | --------------------------- | ----------------------------- | ---------- | ---------- | ---------- | ---------- |
| 1.2 16V          | 1242        | І4          | DOHC/16    | 80/5000                     | 114/4000                      |            |            |            |            |
| 1.4 16V          | 1368        | І4          | DOHC/16    | 95/5800                     | 128/4500                      |            |            |            |            |
| 1.6 16V          | 1596        | І4          | DOHC/16    | 103/5750                    | 145/4000                      |            |            |            |            |
| 1.6 16V          | 1598        | І4          | DOHC/16    | 105/6200                    | 150/3900                      |            |            |            |            |
| 1.8 16V          | 1747        | І4          | DOHC/16    | 133/6400                    | 168/3500                      |            |            |            |            |
| 1.8 8V           | 1747        | І4          | DOHC/8     | 122/6400                    | 157/3500                      |            |            |            |            |
| 2.4 20V */**     | 2446        | І5          | DOHC/20    | 170/6000                    | 221/3500                      |            |            |            |            |
| Дизельні:        |             |             |            |                             |                               |            |            |            |            |
| 1.9 8V JTD 80    | 1910        | І4          | SOHC/8     | 80/4000                     | 196/1500                      |            |            |            |            |
| 1.9 8V JTD 100   | 1910        | І4          | SOHC/8     | 100/4000                    | 200/2000                      |            |            |            |            |
| 1.9 8V JTD 115   | 1910        | І4          | SOHC/8     | 115/4000                    | 255/2000                      |            |            |            |            |
| 1.9 8V JTD 120   | 1910        | І4          | SOHC/8     | 120/4000                    | 280/2000                      |            |            |            |            |
| 1.9 16V JTD 140  | 1910        | І4          | DOHC/16    | 140/4000                    | 305/2000                      |            |            |            |            |
| 1.9 16V JTDm 150 | 1910        | І4          | DOHC/16    | 150/4000                    | 320/2000                      |            |            |            |            |
| 1.9 16V JTDm 170 | 1910        | І4          | DOHC/16    | 170/4000                    | 350/2000                      |            |            |            |            |

*Двигун 2.4 ставився на версію ABARTH.** Іноді збирається в звичайних варіантах.